# تبوک (شهر)
تبوک (به عربی: تبوك‌)، شهری است در کشور پادشاهی عربستان سعودی واقع در شبه جزیره عربستان. این شهر به (دروازه شمالی عربستان) مشهور است. شهر آبادی در شمال شبه جزیرهٔ عربستان در ناحیهٔ حجاز، ویکی از شهرهای بزرگ عربستان در نزدیک‌ترین نقطهٔ راه بلاد الشام قرار دارد.
«شهر تبوک» در ۲۰۰ کیلومتری شهر تیماء واقع شده‌است، ودارای هوای معتدل است. این شهر در سره راه ارتباطی کشور اردن به شهر مدینه واقع شده‌است. أطراف «شهر تبوک» باغ‌های نخل خرما احاطه نموده‌است.

## جمعیت
جمعیت این شهر بر اساس سرشماری سال ۲۰۰۴ میلادی
۸۹۵۰۰۰ هزار نفر نشان می‌دهد که از اهل سنت و از شاخه مالکی هستند. بیشتر مردمش پیشهٔ کشاورزی دارند. باغات مرکبات و میوه جات و نخل خرما وصیفی جات و شتوی در أطراف این شهر فراوان أست، و در حدود ۳ هزار هکتار زمین زیر کشت دارد.

## پیشنهٔ تاریخی

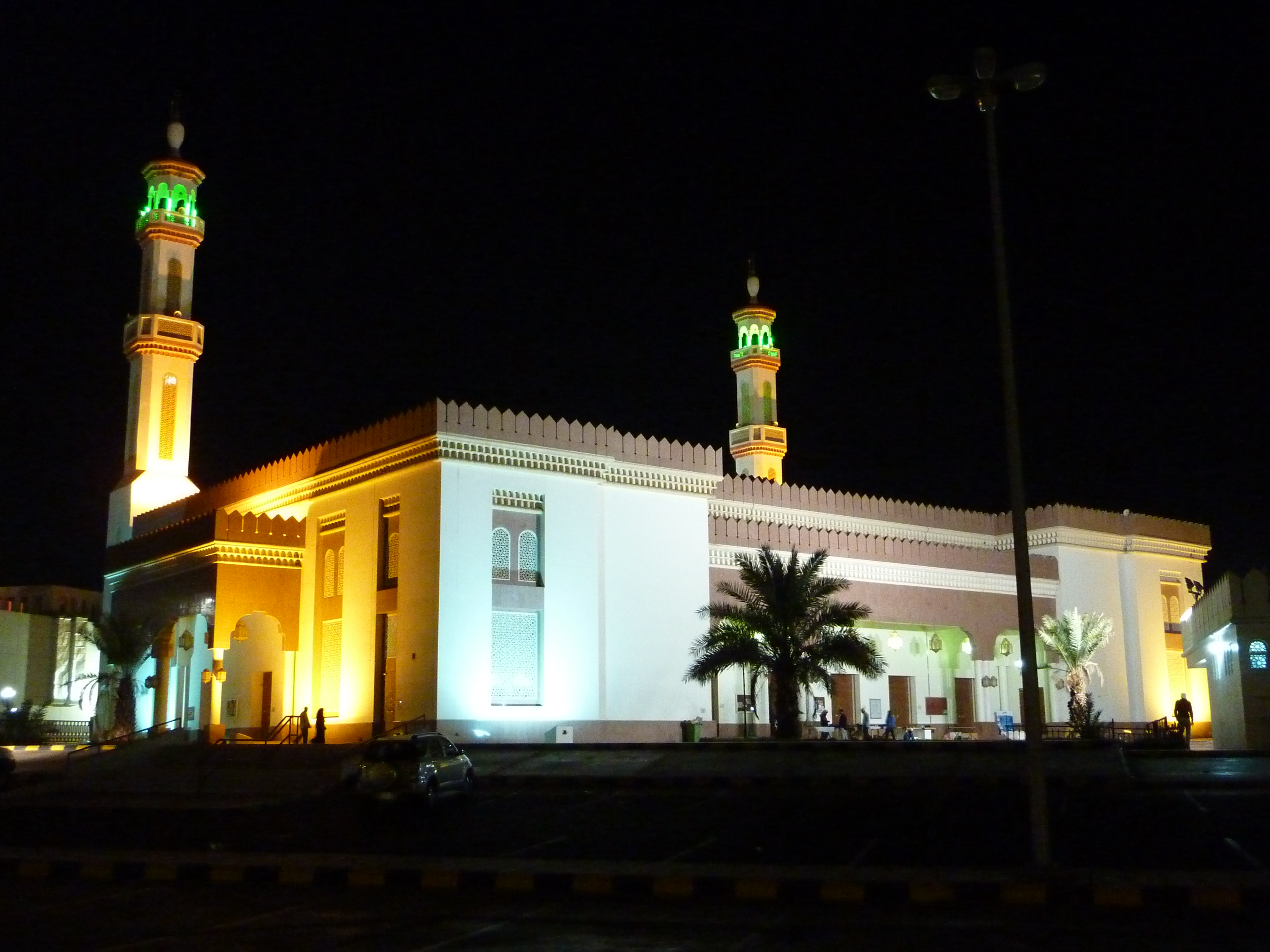
مسجدی در شهر تبوک

«شهر تبوک» از شهرهای بسیار قدیمی است، و از قدیمی‌ترین شهرهای وادی القری و بلاد الشام است، و در أصل نام این منطقه «برکة» بوده‌است؛ و از مساکن (سعد بن بنی عذره)، و دارای قلعه‌ای به نام «حصن عین النخلة» بوده‌است. گویند:أصحاب الأیکه قوم نبی الله شعیب در این مکان ساکن بوده‌اند. آخرین غزوهٔ پیغمبر در این مکان بوده‌است، هنگامی که جیش مسلمین به سرپرستی پیامبر اسلام به این مکان می‌رسند در جوار چشمهٔ آب کوچکی مستقر شدند، پیغمبر دستور داد کسی دست به منبع آب چشمه نزند، اما دو نفر افراد جیش مسلمین بواسطهٔ سر نیزه در چشمه احداثی نمودند برای افزودن جریان آب چشمه، پیغمبر متوجه آنجا شد،
خطاب به آن دونفر گفت:(مازلتما تبوکان)، از آن به بعد نام مکان «تبوک» گذاشته شد.

## نگارخانه

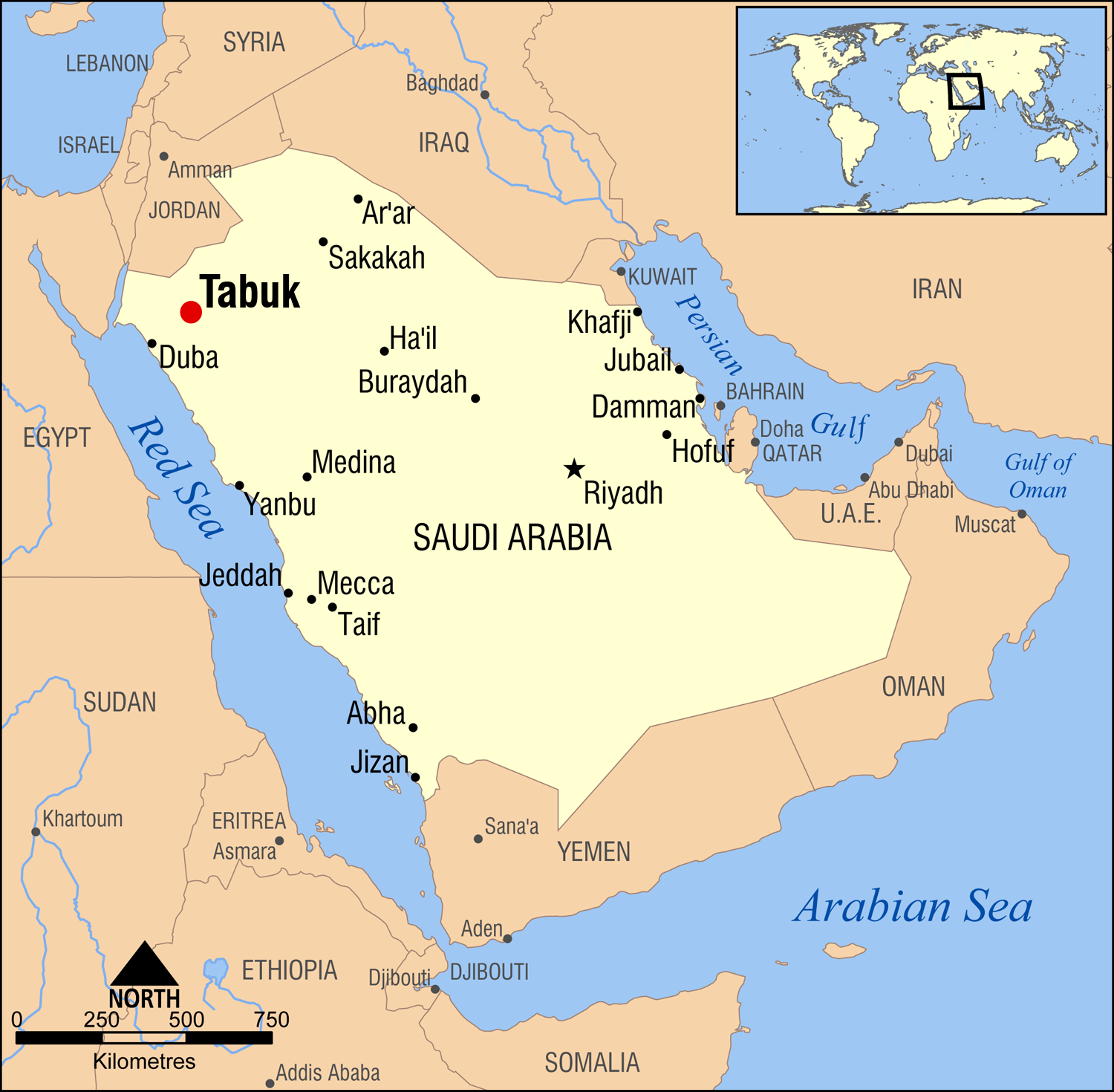